# Луцій Антоній (претор)
Луцій Антоній (лат. Lucius Antonius; 20 до н. е. — 34) — політичний і державний діяч Римської імперії, претор 19 року.

## Життєпис
Походив з роду нобілів Антоніїв. Син Юла Антонія, консула 10 року до н. е., і Клавдії Марцелли Старшої, небоги імператора Октавіана Августа, онук Марка Антонія. У 2 році до н. е. його батько був звинувачений у змові і перелюбстві з донькою Августа — Юлією. Після цього імператор відправив Луція Антонія до Массилії, де він перебував на засланні під приводом проходження навчання.
Зумів повернутися до Риму лише за імператора Тиберія у 14 році. У 15 році став квестором. З 16 до 18 року служив при преторах. У 19 році сам став міським претором. З 20 до 26 року як пропретор керував провінцією Тарраконська Іспанія.
Повернувшись до Риму мав намір балотуватися на консула 27 року, проте тяжко захворів й відмовився від цього задуму. У 31 році відійшов від політичної діяльності. Помер у 34 році.

## Родина
Дружина — Юніла.
Діти:
- Марк Антоній
- Антонія Постума